# Академічне веслування на літніх Олімпійських іграх 2012 – парні четвірки (жінки)
Змагання з академічного веслування серед одиночок у жінок на Олімпійських іграх 2012 проводяться з 28 липня до 4 серпня.
У змаганнях беруть участь 8 екіпажів з різних країн.

## Медалісти

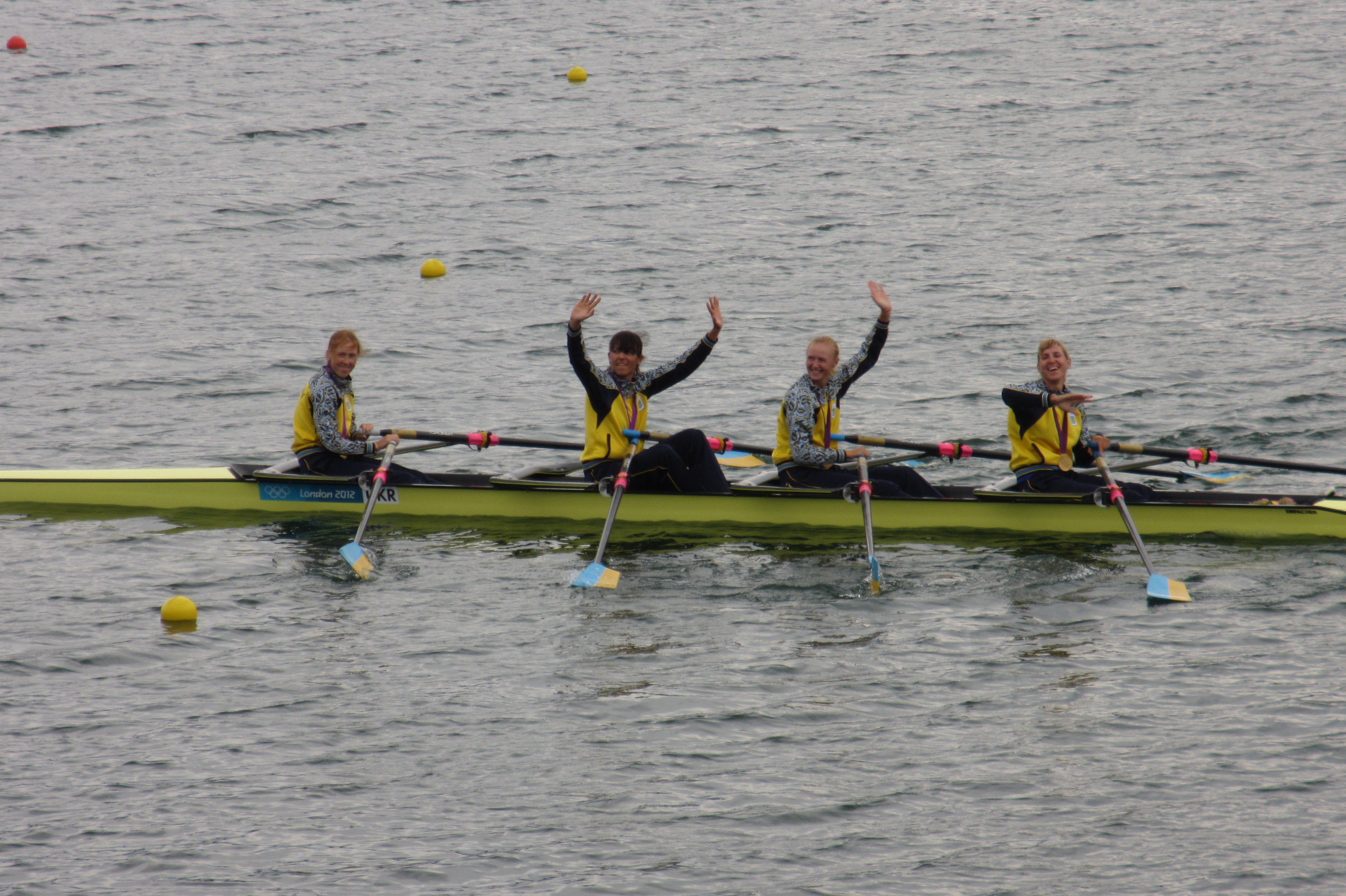
Українська команда святкує перемогу

| Золото                                                                                  | Срібло                                                                  | Бронза                                                           |
| Україна · Катерина Тарасенко · Наталія Довгодько · Анастасія Коженкова · Яна Дементьєва | Німеччина · Каріна Бер · Брітта Оппельт · Юлія Ріхтер · Аннекатрін Тіле | США · Наталі Делл · Меган Келмоу · Кара Колер · Едрієнн Мартеллі |

## Розклад змагань
Усі запливи розпочинались за стандартним китайським часом
| Дата                      | Час   | Раунд             |
| ------------------------- | ----- | ----------------- |
| Субота, 28 липня, 2012    | 09:50 | Відбірковий раунд |
| Понеділок, 30 липня, 2012 | 09:40 | Втішні заїзди     |
| Середа, 1 серпня, 2012    | 10:20 | Фінал B           |
| Середа, 1 серпня, 2012    | 12:10 | Фінал             |

## Змагання

### Відбірковий раунд
Переможці заїздів кваліфікуються до фіналу А, всі інші продовжують змагання у втішних заїздах.
| Місце | Спортсмен                              | Країна    | Час     | Примітки      |
| ----- | -------------------------------------- | --------- | ------- | ------------- |
| 1     | Тіле, Бер, Ріхтер, Оппельт             | Німеччина | 6:13.62 | Фінал А       |
| 2     | Делл, Кохлер, Келмоу, Мартеллі         | США       | 6:15.76 | Втінші заїзди |
| 3     | Соцько, Лещинська, Левандовська, Мадай | Польща    | 6:21.44 | Втінші заїзди |
| 4     | Тан, Тянь, Цзінь, Чжан                 | КНР       | 6:24.32 | Втінші заїзди |

| Місце | Спортсмен                                   | Країна          | Час     | Примітки      |
| ----- | ------------------------------------------- | --------------- | ------- | ------------- |
| 1     | Тарасенко, Довгодько, Коженкова, Дементьєва | Україна         | 6:14.82 | Фінал А       |
| 2     | Фалетік, Гор, Фраска, Клей                  | Австралія       | 6:17.52 | Втінші заїзди |
| 3     | Грейм, Траппітт, Брук, Макфарлен            | Нова Зеландія   | 6:20.22 | Втінші заїзди |
| 4     | Вілсон, Флад, Гаутон, Родфорд               | Велика Британія | 6:20.71 | Втінші заїзди |

### Втішні заїзди
| Місце | Спортсмен                              | Країна          | Час     | Примітки |
| ----- | -------------------------------------- | --------------- | ------- | -------- |
| 1     | Фалетік, Гор, Фраска, Клей             | Австралія       | 6:18.80 | Фінал А  |
| 2     | Делл, Колер, Келмоу, Мартеллі          | США             | 6:19.49 | Фінал А  |
| 3     | Вілсон, Флад, Гаутон, Родфорд          | Велика Британія | 6:21.65 | Фінал А  |
| 4     | Тан, Тянь, Цзінь, Чжан                 | КНР             | 6:21.98 | Фінал А  |
| 5     | Соцько, Лещинська, Левандовська, Мадай | Польща          | 6:23.19 | Фінал B  |
| 6     | Грейм, Траппітт, Брук, Макфарлен       | Нова Зеландія   | 6:48.71 | Фінал B  |

### Фінали

#### Фінал B
| Місце | Спортсмен                              | Країна        | Час     | Примітки |
| ----- | -------------------------------------- | ------------- | ------- | -------- |
| 1     | Грейм, Траппітт, Брук, Макфарлен       | Нова Зеландія | 6:56.46 |          |
| 2     | Соцько, Лещинська, Левандовська, Мадай | Польща        | 6:57.20 |          |

#### Фінал A
| Місце | Спортсмен                                   | Країна          | Час     | Примітки |
| ----- | ------------------------------------------- | --------------- | ------- | -------- |
| 1     | Тарасенко, Довгодько, Коженкова, Дементьєва | Україна         | 6:35.93 |          |
| 2     | Тіле, Бер, Ріхтер, Оппельт                  | Німеччина       | 6:38.09 |          |
| 3     | Делл, Колер, Келмоу, Мартеллі               | США             | 6:40.63 |          |
| 4     | Фалетік, Гор, Фраска, Клей                  | Австралія       | 6:41.67 |          |
| 5     | Тан, Тянь, Цзінь, Чжан                      | КНР             | 6:44.19 |          |
| 6     | Вілсон, Флад, Гаутон, Родфорд               | Велика Британія | 6:51.54 |          |